# Усов, Владимир Александрович (серийный убийца)
Влади́мир Алекса́ндрович У́сов (1957, Куйбышев, Куйбышевская область, РСФСР, СССР — 2006, Казанская психиатрическая больница, Казань, Республика Татарстан, Россия) — советский серийный убийца, насиловавший и убивавший малолетних мальчиков. Один из самых молодых серийных убийц Советского Союза (начал убивать в 17 лет). Был признан невменяемым и около 30 лет провёл в психиатрических больницах.

## Биография

### Детство
Владимир Усов родился в 1957 году в Куйбышеве. Вырос в пьющей семье. С 5 класса неожиданно для всех бросил учёбу. Он утверждал, что слышит какие-то голоса, которые приказывают ему не ходить в школу. Родители отвели Владимира к психиатру, и тот поставил диагноз: параноидная шизофрения. Таким образом, Усов в 14 лет получил 2 группу инвалидности и небольшую пенсию. В 17 лет голоса стали призывать Усова к действиям педерастического характера, в результате чего он совершил 4 убийства и 1 покушение.

### Убийства
Первое убийство Усов совершил в Куйбышеве 30 июля 1974 года. Убитым оказался 8-летний мальчик Боря. В тот день он играл во дворе дома, когда к нему подошёл парень в спортивном костюме и предложил пойти в соседний лес, чтобы собирать орехи. Больше мальчика никто не видел. Его труп был найден на следующий день. Из оперативной сводки:
В лесном массиве в двух километрах от посёлка Управленческий обнаружен труп мальчика в возрасте 7-10 лет с признаками насильственной смерти и акта мужеложства. В ходе первичного осмотра на трупе обнаружены следы удушения…
8 августа Усов совершил два убийства. Первым был 5-летний Олег, которого Усов увёл прямо во дворе дома. Подросток завёл мальчика в лес, где изнасиловал и задушил. Потом стал наносить ножевые ранения в область груди и живота и отрезал половые органы, которые забрал с собой. Труп Олега найдут через две недели после убийства.
В этот же день Усов убил 7-летнего Валеру, который был со своей матерью и бабушкой на вокзале. Задушив жертву, Усов хотел отрезать половой член мальчика, но его спугнули. После совершения преступлений затаился на полгода.
20 апреля 1975 года Усов пытался задушить 7-летнего Андрея, но его спугнули, и мальчик остался в живых. Мальчик не смог точно описать преступника, но вспомнил, что у маньяка большие уши. Свидетельница нападения добавила, что внешне маньяк выглядел не старше 15 лет.
17 июня 1975 года Усов совершил четвёртое и последнее убийство. В районе дачного посёлка Горелый Хутор он встретил двух мальчиков. Усов предложил им пойти с ним покататься на велосипеде. Первый, Саша, на предложения согласился, а второй, Толя, отказался идти. Заманив мальчика в лес, маньяк изнасиловал, задушил и надругался над телом. После спрятал тело мальчика в глубь леса, где собрал кучу из сухого хвороста, завалил им тело и поджёг. Останки мальчика нашли уже после ареста Усова.

### Арест, следствие и суд
После убийства 7-летнего Валеры, совершённого в Тольятти, свидетель сообщил, что видел подозрительных людей, делавших друг другу странные знаки. Отрабатывая эту версию, старший инспектор уголовного розыска Гронид Симаков стал вхож в компанию людей нетрадиционной сексуальной ориентации. В убийстве двух из жертв Усова первоначально обвинялся учитель физики Пётр Попов. Он охотно брал на себя вину, желая умереть, так как в ходе расследования стало известно о его ориентации, написал предсмертное письмо, дважды пытался повеситься в камере. Изучая показания Попова, Симаков понял, что подозреваемый невиновен, и сообщил об этом начальству. Сотрудники уголовного розыска уже донесли в Москву о «разоблачении» Попова и стали давить на Симакова, угрожать ему судом, он был снят с должности. Однако Симаков стоял на своём, и осудить невиновного Попова не удалось.
Усова поймали, когда тот попросил милиционеров подвезти его домой. Они заметили, что Усов внешне похож на фоторобот маньяка. Юношу задержали и привезли в участок. Следователь напрямую спросил Усова: «Ты мальчишек убивал?», на что тот ответил: «А вы что, за мной следили?». Усов на допросах объяснял, что голоса приказывали ему совершать убийства, убеждая юношу, что он станет совершенно новым человеком.
1 июня 1977 года коллегия Куйбышевского областного суда вынесла определение о направлении Владимира Усова на принудительное лечение в психиатрической клинике. На протяжении 18 лет он содержался в казанской клинике для особо опасных душевнобольных, затем переведён в клинику в Самаре.
В 1996 году ему удалось сбежать. Он похитил двух мальчиков возле торгового центра «Колизей» и собирался убить, но его спугнули. На следующий день он был схвачен и вновь отправлен в казанскую психиатрическую больницу специализированного типа, где и умер в 2006 году.

## В массовой культуре
- Документальный фильм «Псих» из цикла «Следствие вели» (2012)